# Каунас (станция)
Каунас — железнодорожная станция Литовских железных дорог, расположенная в центральной Литве, в центре города Каунас, на юго-востоке района Науяместис, на железнодорожных линиях Каунас–Вильнюс, Каунас–Шяуляй, Каунас–Кибартай, Каунас–Мариямполе, Каунас–Белосток (Польша).

## История
Первая (временная) железнодорожная станция в Каунасе открылась 11 апреля 1861 года, когда на линии Лентварис–Вирбалис начали курсировать поезда. Тогда станция находилась на левом берегу Нямунаса, так как через неё ещё не был построен железнодорожный мост. Тогда станция называлась «временной станцией на левобережье Немана». Современный вокзал начал работать в 1862 году, когда был открыт железнодорожный мост через Нямунас.
Строительство Каунасского железнодорожного вокзала началось весной 1859 года, вокзал строился по аналогичному Вильнюсскому вокзалу проекту. Как и Вильнюсский, вокзал Каунаса получил I класс значимости.
Во время Второй мировой войны железнодорожный вокзал Каунаса был полностью разрушен. В 1949 году в Ленинградском отделе «Союзтранспроекта» был подготовлен проект по восстановлению Каунасского вокзала. Станция в стиле сталинской архитектуры была отстроена к 1953 году. По своим размерам и классическим формам здание напоминало оригинальный вокзал, построенный в XIX веке. Проектом руководил Пётр Ашастин, который также принимал участие в планировании вокзалов в Вильнюсе, Таллине и Финляндского вокзала в Ленинграде.
В 1975 году закончена электрификация линии Вильнюс–Каунас, 29 декабря первый раз из Вильнюса в Каунас отправился электрический поезд. Это был электропоезд ЭР9М с номером 378, произведённый на Рижском вагоностроительном заводе.
В начале 2008 года началась реконструкция Каунасского железнодорожного тоннеля, 1 февраля временно прекратилось движение поездов через тоннель. Для прибывающих в востока и севера поездов в районе Пятращюнай была создана временная станция Каунас-1, основной вокзал продолжал принимать поезда с юго-западного направления, со стороны Польши и Калининграда. Каунасский железнодорожный тоннель после реконструкции был открыт 17 ноября 2009 года, возобновилось движение поездов с основной станции Каунас в сторону Вильнюса, Шяуляя и Клайпеды.

## Маршруты
Имеется железнодорожное сообщение с Вильнюсом, Шяуляем, Мариямполе, Кибартаем, Варшавой (Польша).

## Изображения

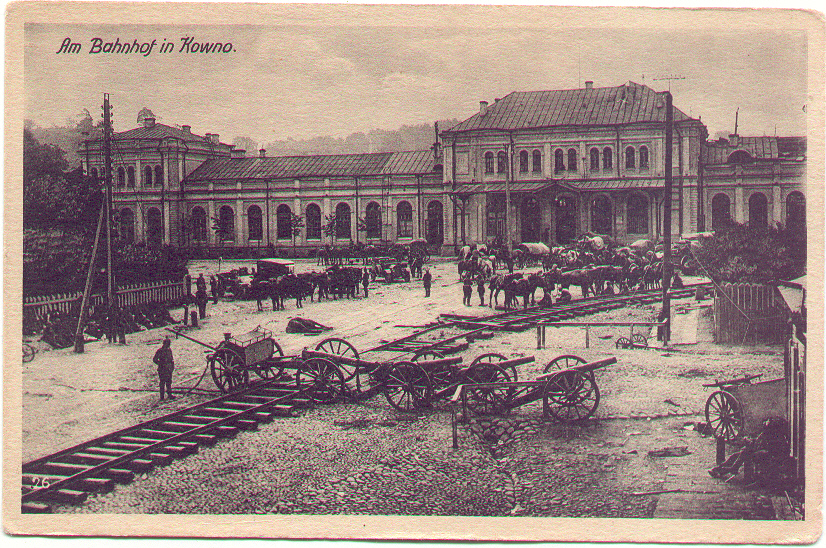
Вокзал в начале XX века
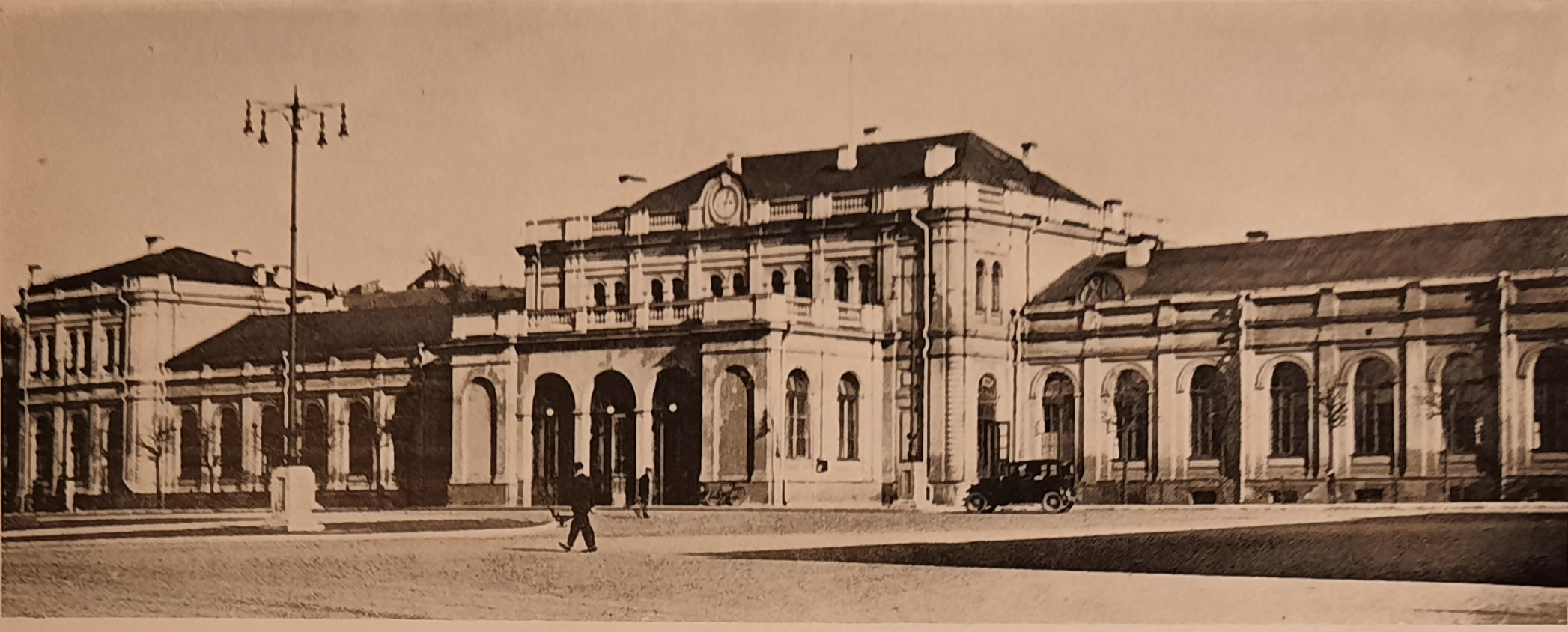
Вокзал примерно в 1935 году
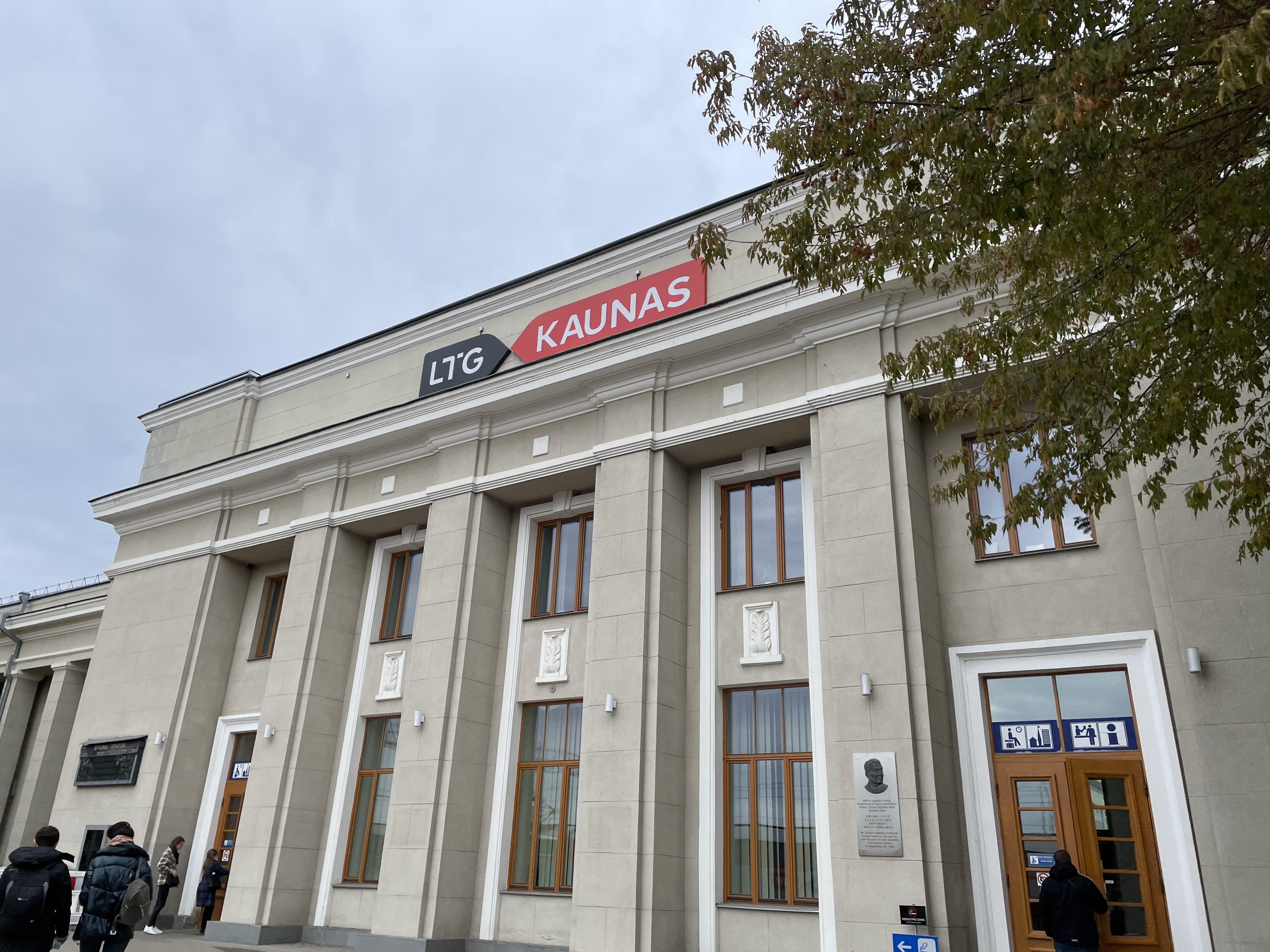
Вокзал в 2022 году
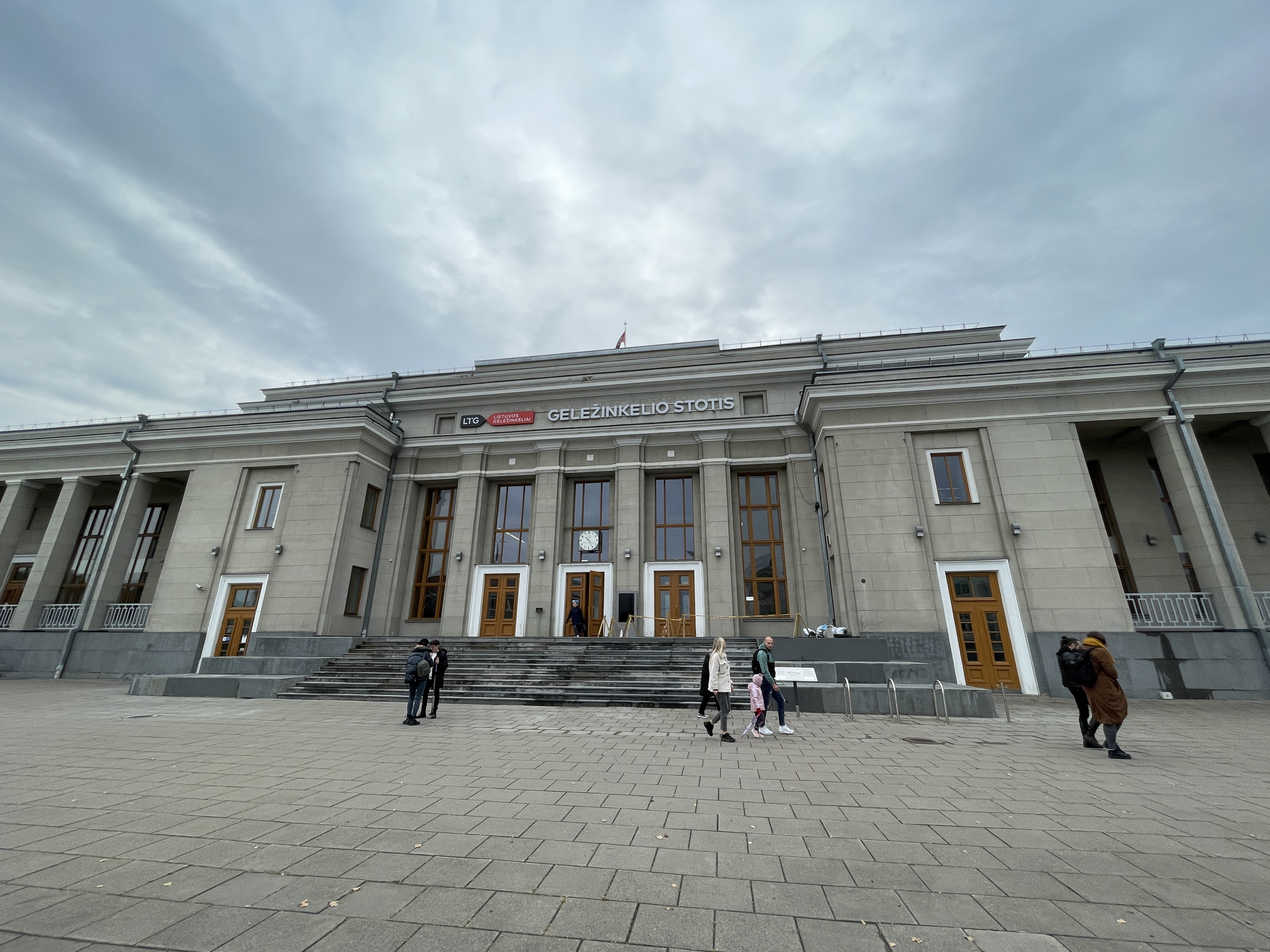
Вокзал в 2022 году
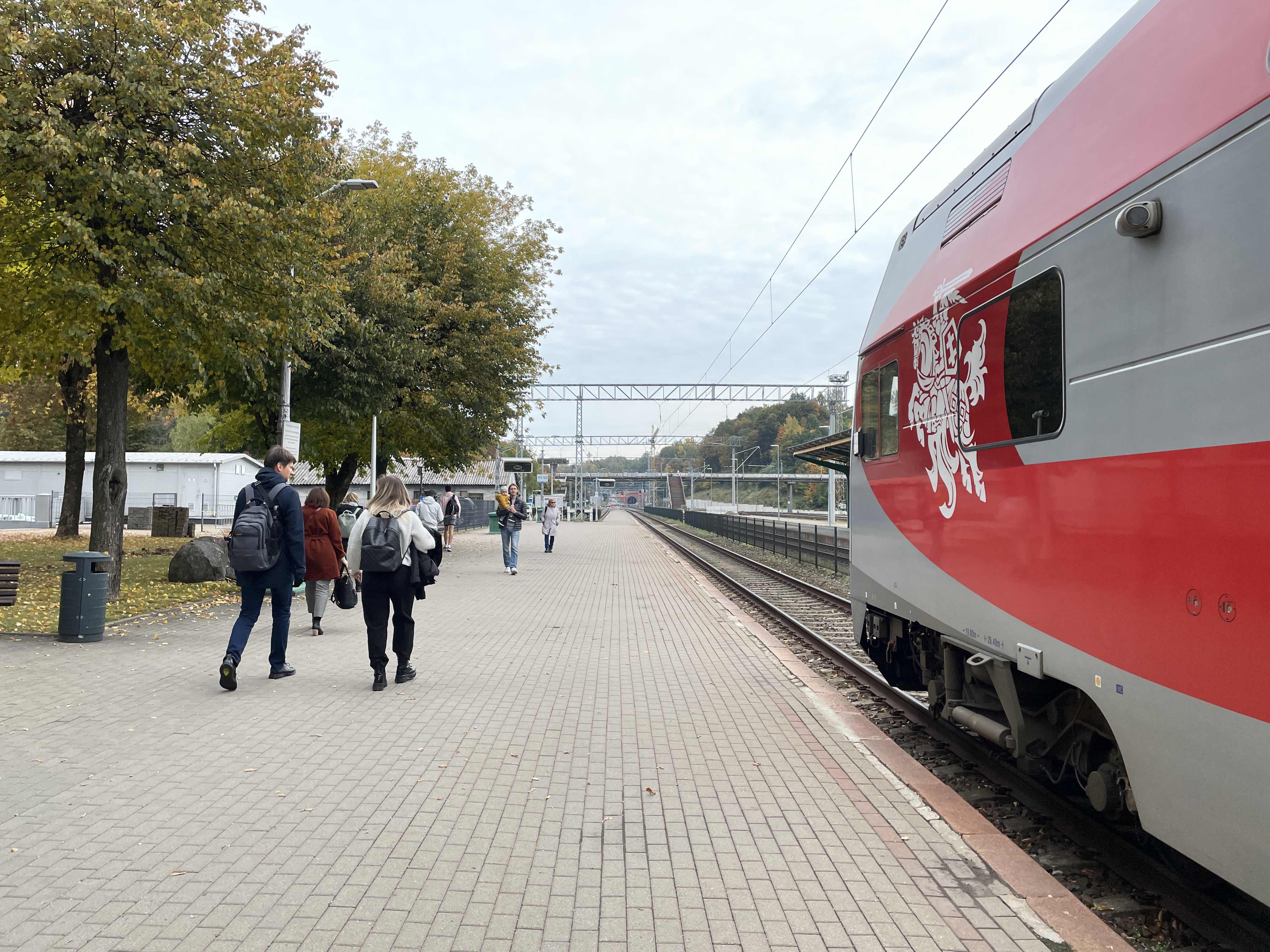
Вид на перроны, 2022 год